# مقاطعة فاريبولت (مينيسوتا)
مقاطعة فاريبولت (بالإنجليزية: Faribault County)‏ هي إحدى مقاطعات ولاية مينيسوتا في الولايات المتحدة الأمريكية.